# Anthouse (Don't Be Blind)
Anthouse (Don't Be Blind) è il primo singolo del dj italiano di musica house Tommy Vee, pubblicato nell'estate del 2005 dall'etichetta discografica Airplane!.

## Il brano
La canzone è stata estratta dal primo album del dj, First!, pubblicato contemporaneamente al singolo, che ha raggiunto la posizione numero diciannove della classifica italiana.
Nell'album è stata inserita anche una versione leggermente più lunga del brano.
La voce del brano è di Alessio Ventura, frontman dei Dhamm.
Nel 2005 Pringles ha allegato a un pack di tubi di patatine un CD-ROM contenente il singolo della canzone.

## Tracce
1. Anthouse (Don't Be Blind) - 3:28

## Classifiche
| Classifica (2005) | Posizione più alta |
| ----------------- | ------------------ |
| Italia            | 19                 |